# چاه جمال
چاه جمال روستایی در دهستان حومه بخش مرکزی شهرستان ایرانشهر استان سیستان و بلوچستان ایران است.

## جمعیت
بر پایه سرشماری عمومی نفوس و مسکن در سال ۱۳۹۵ جمعیت این مکان ۸،۱۴۴ نفر (۱٬۸۲۷خانوار) بوده‌است.